# Синдром фокомелии
Синдром фокамелии — редкое генетическое заболевание, которое проявляется в отсутствие верхних конечностей или их отделов.

## Этиология
Причины возникновения аномалий развития и врожденных заболеваний плода многочисленны, разнообразны по своему характеру и еще не полностью выяснены. Причинами возникновения пороков развития и заболевания плода могут быть вредные факторы внешней среды, генетические факторы, сочетание действия наследственных и ненаследственных факторов.

## Патогенез
Особенно чувствительны к неблагоприятным воздействиям эмбрионы на ранних стадиях развития (в первые недели и месяцы беременности), когда происходят закладка и формирование органов плода (период органогенеза). В основе врожденных уродств лежит нарушение обмена веществ, которое ведет к появлению морфологических и функциональных дефектов. Непосредственными механизмами развития патологии являются деструкция ткани, из которой развивается орган, либо остановка его развития.

## Клиника
У ребенка кисти рук или стопы ног (а иногда и те и другие) соединяются с туловищем посредством коротких культей. Как правило, дальнейшее их развитие сопряжено со значительными трудностями в связи с выраженной функциональной неполноценностью.